# Canadian Soccer Club
El Canadian Soccer Club es un club de fútbol uruguayo, fundado el 14 de febrero de 2011. Es originario de la ciudad de Montevideo, pero representa a la colectividad de uruguayos radicados en Canadá.
Participa en la tercera categoría, la Primera División Amateur.

## Historia
Canadian Soccer Club nace a fines del año 2010 a partir de la necesidad de la colectividad de uruguayos radicados en Canadá, de tener en sus tierras natales un equipo representativo.
En el comienzo del 2011, el novel club decide contratar a Osvaldo Streccia y al Prof. Héctor Ifran para que comiencen a seleccionar jugadores libres del medio local con el fin de integrarlos al plantel del club, a su vez el inicio de actividades causa una gran alegría en los sudamericanos en Canadá queriendo integrar el equipo que los representará en la liga Uruguaya, de esa manera llegan dos chicos con doble nacionalidad oriental y canadiense, a integrar los planteles de Canadian S.C.
El 8 de marzo de 2011, en el Parque ANCAP Canadian disputa su primer partido, el cual fue de carácter amistoso ante la Institución Atlética Potencia a la cual vence por 2 a 0, con goles de Cabrera y Cafre.

### Primera temporada: Segundos
Su primera participación fue realmente muy buena: en el Torneo Apertura sumó 30 puntos, 5 menos que el campeón Torque; y ya en el Clausura Canadian alcanzó su primer título al ganar 11 de los 12 partidos disputados. En el año, Canadian sumó 63 puntos, uno menos que Torque. Estos dos jóvenes clubes se enfrentaron en la final disputada el 25 de julio de 2012 en La Bombonera y Torque derrotó 2:1 a Canadian.

### Segunda temporada: Campeones y ascenso
En la segunda temporada, Canadian fue dirigido por Jorge "Culaca" González, y con el experimentado Marcelo De Souza en su equipo titular, obtuvo nuevamente el Clausura (denominado Liguilla también en esta ocasión) lo que le dio el derecho a definir frente a Uruguay Montevideo. Debido a que Canadian también resultó ganador de la Tabla Anual, llegó a la definición con la ventaja de que su rival debía superarlo en dos etapas: semifinal y final. A Canadian le alcanzó con la semifinal, esta vez jugada a dos partidos: el primero triunfó 2-1 pero perdió la revancha 0-1, y disturbios obligaron al árbitro a suspender la definición por penales, que se jugó 5 días después, el viernes 26 de abril de 2013 en el Parque Palermo a puertas cerradas, ganando los canadienses 4-3 y logrando el ascenso a Segunda División Profesional.

### Tercera temporada: Debut profesional
Canadian debutó como club profesional el sábado 12 de octubre de 2013, en el Estadio Obdulio Varela (donde ofició de local) con un empate 1:1 frente a Atenas de San Carlos, anotando a los 93 minutos Sebastián Palermo. En la quinta fecha logró su primera victoria en el profesionalismo: victoria de visita sobre Progreso en el Paladino por 3 a 2. A pesar de un buen inicio el rendimiento decayó y el equipo finalizó en 11.ª posición sin lograr entrar a los play-offs.

### Cuarta temporada: semifinalista
En el año siguiente, Canadian llegó a los play-offs por el tercer ascenso, luego de finalizar en la quinta posición de la fase regular, con 43 puntos. En las semifinales debió enfrentar a Boston River, pero fue superado por el equipo rojiverde que hacía de local en San José.

### Séptima temporada: descenso
En la quinta temporada (2015-16) el equipo sufre una merma en su rendimiento, finalizando decimosegundo. El buen colchón de puntos de la temporada anterior, le permitió no sufrir con la tabla del Descenso. En el torneo especial de 2016 (sexta temporada del club) terminó noveno. Finalmente en el 2017, el equipo volvió a repetir una magra performance, terminando decimocuarto entre 15 equipos en la Tabla Anual y último en la del Descenso (sumaba la pobre actuación del año 2015-16), y de esta manera terminó perdiendo la categoría y también la condición de club profesional.

### Asociación con Keguay
Siendo un equipo sin un gran apoyo popular, se tornó compleja la situación de Canadian luego del descenso y el regreso al fútbol amateur. Por otra parte el club Keguay de Toledo, buscaba alternativas para sumarse al fútbol oficial de la AUF, siendo rechazado en varias ocasiones en su intento de conseguir la afiliación por sus propios medios. Finalmente se llegó a un acuerdo entre ambas entidades: Canadian tenía su cupo en la liga, ya que es quien posee la afiliación y, por lo tanto, el derecho a competir. Por su parte, Keguay puso a disposición su plantel, y Canadian trasladaría su localía hacia Toledo (aunque no disputó ningún partido de forma oficial en esa ciudad).
Estas participaciones en conjunto no resultaron nada satisfactorias en el plano deportivo: finalizando 13° en 2018, 16° en 2019 y 7° en un grupo de 9 (16° considerando una tabla general) en 2020.

### 2021: Nueva administración
En la temporada 2021, el equipo vuelve a ser gestionado por sus socios y fundadores. Ese año Canadian finalizó en 13.ª posición en la Tabla Anual (de 21 participantes) sin lograr ingresar en la Liguilla final por el ascenso. En la temporada 2022 el equipo estuvo cerca de retornar a Segunda: terminó segundo de su grupo en la Fase inicial (detrás de Oriental) y luego disputó la Ligulla por el ascenso, finalizando quinto en la Tabla Anual y a un paso del repechaje por el ascenso (ingresaron el tercero y el cuarto) por el cual ascendieron Bella Vista y Potencia.
En años posteriores Canadian siguió compitiendo en Primera División Amateur sin éxito.

## Símbolos

### Escudo y bandera
Tanto el escudo como la bandera de Canadian se componen de dos franjas rojas y una blanca, en representación de la bandera de Canadá. En el medio lleva la inscripción "Canadian Soccer Club" y la característica hoja de arce en distintos tonos de rojo. Tanto el escudo como la bandera están cubiertos por un trazo dorado. En el caso del escudo, llegó a tener la bandera de Uruguay dentro de él en sus primeros años.

## Uniforme
- Uniforme titular: Camiseta roja, pantalón y medias negras.
- Uniforme alternativo: Camiseta blanca, pantalón azul y medias blancas.

## Datos del club
Datos actualizados para la temporada 2025 inclusive.
- Temporadas en Primera División: 0
- Temporadas en Segunda División: 5 (2013/14 - 2017)
- Temporadas en Tercera División: 10 (2011/12 - 2012/13, 2018-Presente)
- Primer partido: Canadian 2 - 1 Basáñez, (2 de octubre de 2011) en el Parque Salus.
- Primer gol de la historia: Rodrigo "Lolo" Santiago en el partido debut contra Basáñez.
- Peor derrota: Potencia 12 - Canadian 0, el 24 de septiembre de 2019 en el Estadio Obdulio Varela (Primera División Amateur).[9]
- Maximo goleador de la historia en la era Profesional: Ignacio "Turu" Flores.

## Palmarés
- Segunda División Amateur (1): 2012-13.
  - Torneo Clausura de Segunda División Amateur (2): 2011-12[10] y 2012-13.[11]